# 大平 (新北市)
大平，是新北市雙溪區的一個地名，位於該區東部偏南，範圍大致為泰平里東北部不含最東北端雙溪流域。在地理上，大平屬北勢溪源流區。

## 歷史
台灣清治末期，大平地區為一街庄，稱為「大平庄」，隸屬於文山堡。該庄北與三叉坑庄、丁仔蘭坑庄為鄰，東與槓仔藔庄為鄰，南邊為大溪庄、烏山庄，西邊為溪尾藔庄、料角坑庄。
1901年（日治明治三十四年）11月，該庄隸屬於基隆廳，編入第十三區。1905年（明治三十八年）7月，第十三區改名為「太平區」。1920年（大正九年），該庄改制為「大平」大字，隸屬於臺北州基隆郡雙溪庄，大字下有「後寮子」、「大平」、「破子寮」、「竿蓁坑」、「竹子山」小字名。
戰後雙溪庄改制為雙溪鄉，隸屬於臺北縣，大字亦改制為村。2010年（民國99年）12月，臺北縣升格為新北市，雙溪鄉改制為雙溪區，村改制為里。